# Sverdrup-eilanden
De Sverdrup-eilanden zijn een onbewoonde eilandengroep, behorend tot de Koningin Elizabetheilanden in het uiterste noorden van Canada. De eilanden liggen ten westen van het eiland Ellesmere, in de provincie Nunavut.
De grootste eilanden zijn:
- Axel Heiberg-eiland
- Amund Ringnes-eiland
- Ellef Ringnes-eiland

De eilanden zijn vernoemd naar de Noorse ontdekkingsreiziger Otto Sverdrup. Toen hij 1902 naar Noorwegen terugkeerde, vertelde hij de koning aldaar dat de eilanden tot Noorwegen behoren. In 1930 is de soevereiniteit uiteindelijk naar Canada gegaan.